# Easton (Connecticut)
Easton es un municipio ubicado en el condado de Fairfield, Connecticut, Estados Unidos. Tiene una población estimada, a mediados de 2021, de 7594 habitantes.

## Geografía
El municipio está ubicada en las coordenadas 41°15′54″N 73°18′2″O / 41.26500, -73.30056 (41.264945, -73.300479).

## Demografía
Según la Oficina del Censo, en 2000 los ingresos medios de los hogares del municipio eran de $125,557 y los ingresos medios de las familias eran de $135,055. Los hombres tenían ingresos medios por $85,777 frente a los $51,528 que percibían las mujeres. Los ingresos per cápita eran de $53,885. Alrededor del 2.4% de la población estaba por debajo del umbral de pobreza.
De acuerdo con la estimación 2016-2020 de la Oficina del Censo, los ingresos medios de los hogares del municipio son de $166,875 y los ingresos medios de las familias son de $200,217. Los ingresos per cápita en los últimos doce meses, medidos en dólares de 2020, son de $79,465. Alrededor del 2.6% de la población está por debajo del umbral de pobreza.

## Arte y cultura
El Carnaval de Bomberos de Easton es un evento organizado por el Departamento de Bomberos de Easton que se lleva a cabo todos los veranos. Ofrece juegos y comida, además de atracciones proporcionadas por Stewart Amusement Company. Las ganancias del carnaval ayudan a pagar los costos operativos anuales, las mejoras al edificio y el equipo, así como el equipamiento de alta prioridad. En 2020, el carnaval fue cancelado por primera vez en 63 años debido a la pandemia originada por el COVID-19.